# Liste der Monuments historiques in Crion
Die Liste der Monuments historiques in Crion führt die Monuments historiques in der französischen Gemeinde Crion auf.

## Liste der Objekte
| Bezeichnung                        | Beschreibung                                             | Standort                           | Kennzeichnung | Schutzstatus | Datum | Bild |
| ---------------------------------- | -------------------------------------------------------- | ---------------------------------- | ------------- | ------------ | ----- | ---- |
| Hauptaltar                         | Altartisch und Tabernakel; Holz, farbig gefasst, um 1720 | in der Kirche St-Jean-Bosco (Lage) | PM54000166    | Classé       | 1970  |      |
| Altarkreuz und sechs Altarleuchter | Kupfer, um 1720                                          | in der Kirche St-Jean-Bosco (Lage) | PM54000165    | Classé       | 1970  |      |
| Altarkreuz                         | Kupfer, 1763                                             | in der Kirche St-Jean-Bosco (Lage) | PM54000164    | Classé       | 1970  |      |